# Hemaspidoproctus cinereus
Hemaspidoproctus cinereus är en insektsart som först beskrevs av Green 1922.  Hemaspidoproctus cinereus ingår i släktet Hemaspidoproctus och familjen pärlsköldlöss. Inga underarter finns listade i Catalogue of Life.